# Гонсалес де Фаннинг, Тереза
Тереза Гонсалес дель Реаль де Фаннинг (исп. Teresa González  del Real de Fanning; 12 августа 1836, Непенья, провинция Санта (ныне Анкаш, Перу) — 7 апреля 1918, Лима) — перуанская писательница, журналистка, педагог. Представительница первого поколения просвещённых женщин Перу.

## Биография
Родилась в семье испанского профессора и хирурга. Получила хорошее домашнее образование, основанное, в основном, на чтении классической литературы. С молодости занималась литературным творчеством, интересовалась социальными вопросами и образованием женщин. Свои первые эссе подписывала псевдонимами Клара дель Риско, Мария де ла Лус и другими.
В семнадцать лет вышла замуж за молодого моряка Хуана Фаннинга Гарсиа, члена богатой семьи. В браке с ним родила двоих детей, сочетала домашние заботы с интеллектуальной работой, продолжала писать статьи и рассказы. Вспыхнувшее восстания жителей имения, заставило семью бежать в Лиму, где они жили в тяжёлых условиях, что привело к гибели двух маленьких детей. Муж в 1881 году погиб во время Второй тихоокеанской войны.
Оставшись одинокой вдовой, занималась активной деятельностью в вопросах предоставления образования женщинам (включая трудовое воспитание), как формы достижения освобождения от патриархата. В 1881 году основала лицей Фаннинг, женский колледж, где применяла свои образовательные подходы на практике.
Преподавала математику, грамматику, географию, домашнее хозяйство, перуанскую историю и религию, для чего использовала книги, написанные ею самой. В то же время решительно выступала за техническое и трудовое образование, а также за идеи того, что моральное, интеллектуальное и физическое воспитание должны дополнять друг друга.
Демонстрируя своё освобождение, как женщины, продолжила литературную карьеру, решив отказаться от использования псевдонима и подписывала публикации своим именем. Автор ряда романтических сочинений.
Умерла от пневмонии.

## Память
- Её имя присвоено Университету Терезы Гонсалес де Фаннинг в Лиме.

## Избранные произведения
- Ambición y abnegación (1886)
- Regina (1886)
- Indómita (1904)
- Roque Moreno (1904)
- Lucecitas (1893)